# ECryptfs
eCryptfs (zkratka anglického Enterprise Cryptographic Filesystem, doslova podnikový kryptografický souborový systém) je software pro šifrování disku, který je součástí linuxového jádra od jeho verze 2.6.19 vydané v listopadu 2006. Jedná se o software kompatibilní se standardem POSIX, napsaný v C a uvolněný pod licencí GNU GPL, tedy o svobodný software.
Na jaře 2014 publikoval server Phoronix výkonnostní porovnání vůči šifrování kombinací LUKS/dm-crypt. Podle výsledků testu, prováděného na linuxové distribuci Ubuntu se souborovým systémem Ext4, eCryptfs výkonnostně zaostával. V červnu 2018 stejný server srovnání zopakoval, tenkrát se zahrnutím nového šifrování fscrypt vestavěného do Ext4. Opět bylo nejrychlejší řešení LUKS+dm-crypt. Druhý byl eCryptfs a nejpomalejší byl fscrypt.